# Lublin (dynastia chasydzka)
Lublin – dynastia chasydzka z Lublina, której założycielem był cadyk Lejb Jehuda Eiger (ur. 1813, zm. 1888). Siedziba oraz główna synagoga znajdowała się przy obecnie nieistniejącej ulicy Szerokiej 40.
Wraz z zamordowaniem w 1942 roku cadyka Salomona Eigera w obozie zagłady w Bełżcu, chasydzka dynastia Lublin zakończyła swoje istnienie.

## Wielcy Rabini
- Wielki Rabin Lejb Jehuda Eiger z Lublina (1815-1888)
  - Wielki Rabin Abraham Eiger z Lublina (1846-1914)
    - Wielki Rabin Izrael Eiger z Lublina (zm. 1930)
    - Wielki Rabin Salomon Eiger z Lublina (1871-1942)